# 미켈레 다 체세나

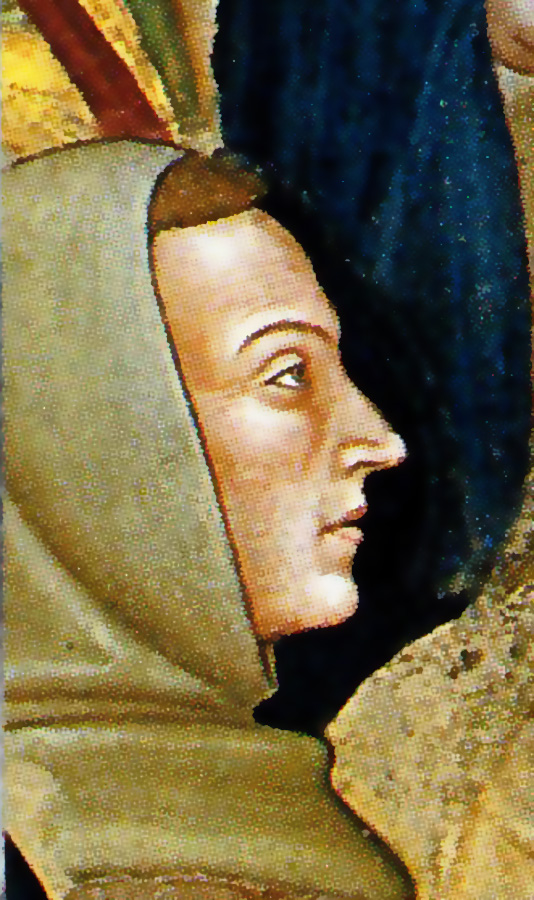

미켈레 다 체세나(이탈리아어: Michele da Cesena: 1270년경-1342년 11월 29일)는 이탈리아인 프란치스코회 수도사, 신학자였다. 프란치스코회 총봉사자를 역임했다. 청빈 논쟁에서 복음적 청빈을 옹호하여 교황 요한 22세와 대립했다.
미켈레의 초년생에 대해서는 알려진 바가 없다. 출신지는 체세나이고, 프란치스코회에 입회한 뒤 프랑스 파리에서 유학하고 1316년 신학박사 학위를 받았다. 볼로냐에서 신학을 강의하고 경전과 명제집에 여러 주석을 달았다.
1316년 5월 31일 나폴리에서 열린 프란치스코회 총회에서 궐석이었던 미켈레가 총봉사자로 선출되었다. 미켈레는 즉시 아시시로 가서 수도회 회칙을 개정하기 위한 총회를 소집했다. 볼로냐로 돌아온 미켈레는 1316년 8월 21일 『그라비 쿠아 프레모르』라는 글을 발표했다. 미켈레의 이 글을 비롯한 청빈 문제에 관한 문건들에 대응하기 위해 요한 22세는 1317년 10월 7일 칙서 「Quorumdam exigit」를 발표하여 전임 교황 니콜라오 3세의 「Exiit qui seminat」(1279년 8월 13일), 클레멘스 5세의 「Exivi de paradiso」(1312년 5월 6일)에 재론의 여지가 있다는 뜻을 밝혔다. 이 칙서를 통해 요한 22세는 프란치스코회 영성파에게 그만 반항하고 교회 상부에 복종하라고 명령했다. 미켈레는 프란치스코회 총봉사자로서 처음에는 영성파를 설득할 수 없는 과격파라고 생각하고 그들을 탄압하는 문제에서 교황에게 동의했다.
하지만 교황칙서가 프란치스코회 회칙의 핵심 부분을 건드렸기 때문에, 프란치스코회 내부는 적지 않은 혼란에 휩싸였다. 이보다 앞서 교황 그레고리오 9세는 프란치스코 본회와 영성파 사이의 불화를 잠재우기 위해 프란치스코회에 주어진 모든 재산은 교황청의 소유이고, 프란치스코회 수도사들은 그것을 받아 사용할 뿐이라고 판시했었다. 니콜라오 3세가 그것을 재확인했는데, 요한 22세가 번복한 것이다. 요한 22세는 사용권과 소유권이 실질적으로 같은 것인데 수도사들이 멀쩡히 입고 먹는 것들의 소유권이 교황에게 있다고 눈 가리고 아웅하는 것은 우스꽝스러운 일이라며, 프란치스코회의 재산의 소유권을 교황이 떠맡기를 거부함으로써 프란치스코회 수도사들이 소유를 받아들일 것을 강제했다.
미켈레와 그 지지자들은 프란치스코회는 그리스도와 사도들의 모범을 따르기 위해 엄격한 무소유 노선을 택하고 있음을 주장했다. 그들은 더 나아가 교회 전체가 그 모범을 따라 재산을 가지지 않아야 한다고 주장했다. 그리하여 이 논쟁은 그리스도와 사도들이 사유적으로나 공유적으로나 아무런 재산도 가지고 있지 않았다고 주장하는 것이 가톨릭 신앙과 일치하는지 아닌지(즉, 이단인지 아닌지)에 대한 사변적 신학논쟁으로 번져갔다. 1321년 나르본 논쟁에서 도미니코회 이단심문관 장 드 본느는 미켈레 등 프란치스코회의 주장이 이단이라고 주장했고, 베렝가르 드 페르피냥은 미켈레의 주장이 전임 교황들의 칙서와 어긋나는 바가 없다고 반박했다.
요한 22세 당시 제기된 이 문제는 재산의 지배권(dominion)과 사용권(use)을 구분함으로써 모순을 해결하려는 추가적인 시도였다. 이 논리에 따르면 그리스도와 사도들은 지배권으로서의 재산은 무소유했고, 사용권으로서의 재산만 소유한 것이었다. 요한 22세는 1322년 3월 26일 칙서에서 「Quorumdam exigit」는 전임 교황들의 칙서를 해석하려는 의도였을 뿐이라며, 그 의미를 곡해하려는 자는 파문하겠다고 선언했다. 하지만 같은 해 6월, 페루자에서 소집된 프란체스코회 총회는 그리스도와 사도들이 지상의 재화를 소유하지 않았다고 주장하는 것이 이단이 아닐 뿐 아니라, 그것이 기독교의 참된 교리라고 결정했다.
논쟁이 가라앉지 않고 계속되던 1327년, 요한 22세가 미켈레를 아비뇽으로 소환했다. 미켈레는 꾀병을 부리며 지체했으나 결국 아비뇽으로 갔고, 거기 붙잡혀서 아비농을 떠나는 것이 금지되었다. 때문에 미켈레는 이듬해(1328년) 5월 볼로냐에서 소집된 총회에 참석할 수 없었다. 미켈레는 부재중이었고, 또한 교황특사단이 그의 재선출에 반대했음에도 불구하고, 미켈레는 총봉사자로 재선출되었다.
미켈레는 오컴의 윌리엄을 자기 편으로 끌어들이는 데 성공했고, 많은 성직자들과 공후들이 교황에게 미켈레를 옹호하는 서한을 써 보냈다. 이듬해, 미켈레, 오컴을 비롯한 프란치스코회 고위 수도사들은 아비뇽 교황청에서 탈주했다. 그들은 나폴리 국왕 로베르 1세 당주에게 가려고 했으나, 폭풍 때문에 에그모르트로 회항했다. 에그모르트항에서 프란치스코 수도사들은 신성로마황제 루트비히 4세의 부하들이 모는 배를 타고 피사로 갔다.
피사에 도착한 미켈레 등은 루트비히 4세와 합류했고, 루트비히 4세는 교황 요한 22세의 폐위를 선언했다. 요한 22세는 미켈레를 파문했다. 1329년, 요한 22세는 프란치스코회를 장악하는 데 성공했고, 그해 6월 11일 프란치스코회 총회는 베르트랑 드 라 투르 추기경이 동석한 자리에서 미켈레, 오컴을 비롯해 요한 22세에게 반항한 이들의 저술과 행동을 비난하는 결의를 채택하고, 게랄두스 오도니스를 새로운 총봉사자로 선출했다. 격노한 미켈레는 루트비히 4세에게 의탁하기 위해 독일로 망명했다.
1331년 4월 25일 페르피냥 총회에서 미켈레는 완전히 수도회에서 제명되었고, 궐석으로 종신형을 선고받았다. 미켈레는 끊임없이 복음적 청빈을 주장하는 투쟁을 이어가는 것으로 여생을 보냈고, 요한 22세 사후 신임 교황 베네딕토 12세에게 재심을 청구하기도 했다. 미켈레는 1338년 뮌헨에서 죽었고, 그곳의 프란치스코회 수녀원에 묻혔다. 1359년 복권되었다.